# Morne Watt
El Morne Watt és una muntanya formada per un o més estratovolcans que es troba a l'extrem sud de Dominica. Amb 1.224 msnm és la tercera muntanya més alta de Dominica, després del Morne Diablotins i Morne Trois Pitons. En ella hi ha les zones termals del llac Boiling i Valley of Desolation, ambdues grans pols d'atracció turística de l'illa i del Parc Nacional Morne Trois Pitons.
Va patir una gran erupció fa uns 1.300 anys que va produir importants fluxos piroclàstics. El 1880 va tenir lloc una erupció freàtica VEI-2 a la Valley of Desolation, que va dipositar cendres a 10 km de distància. El juliol de 1997 va tenir lloc una petita erupció freàtica VEI-1. Aquestes erupcions són les úniques confirmades en temps històrics a l'illa.